# Antropologia e politica
Antropologia e politica è un libro scritto da Ernest Gellner, docente di filosofia e antropologia presso l'Università di Cambridge, nel quale l'autore si occupa delle relazioni presenti tra il mondo della politica e le varie correnti antropologiche, in un periodo storico in cui l'antropologia della prima metà del Novecento è accusata, da più parti, di essere stata utilizzata dai potenti come strumento di sottomissione e di dominio coloniale.
Gellner avvisa il lettore che il modello antropologico di studio, di indagine e spiegazione del mondo circostante è notevolmente influenzato proprio dagli stessi elementi culturali che dovrebbe invece interpretare, disponendo della massima libertà. 

Questa influenza diventa sempre più pesante, mano a mano che la società si evolve da uno stadio "primitivo" verso un livello "avanzato". Quindi uno dei compiti dell'antropologia dovrebbe essere quello di svelare le mascherature che sorreggono le varie culture, mettendo a nudo la precarietà delle tesi che inquadrano i sistemi sociali come inevitabili, giustificati e moralmente, spiritualmente, storicamente, scientificamente sovrani.
Il libro inizia con una catalogazione di quei gruppi contemporanei di pensiero che perseguono la verità, continua con l'introduzione del lavoro di James Frazer e della rivoluzionaria metodologia attuata da Bronisław Malinowski.
I capitoli seguenti indagano le cause delle origini della società, della collettività e dei raggruppamenti e anche delle sue degenerazioni e storture, quali la guerra e la costrizione.
Di notevole importanza sono i capitoli che presentano al lettore alcuni pensatori poco noti, come Ibn Khaldun (XIV secolo) che hanno inciso profondamente nello sviluppo culturale della loro società.

## Edizioni
- Ernest Gellner, Antropologia e politica, Editori Riuniti, 1995,  pp.278 , cap.16.